# Steinhof (Gemeinde Hernstein)

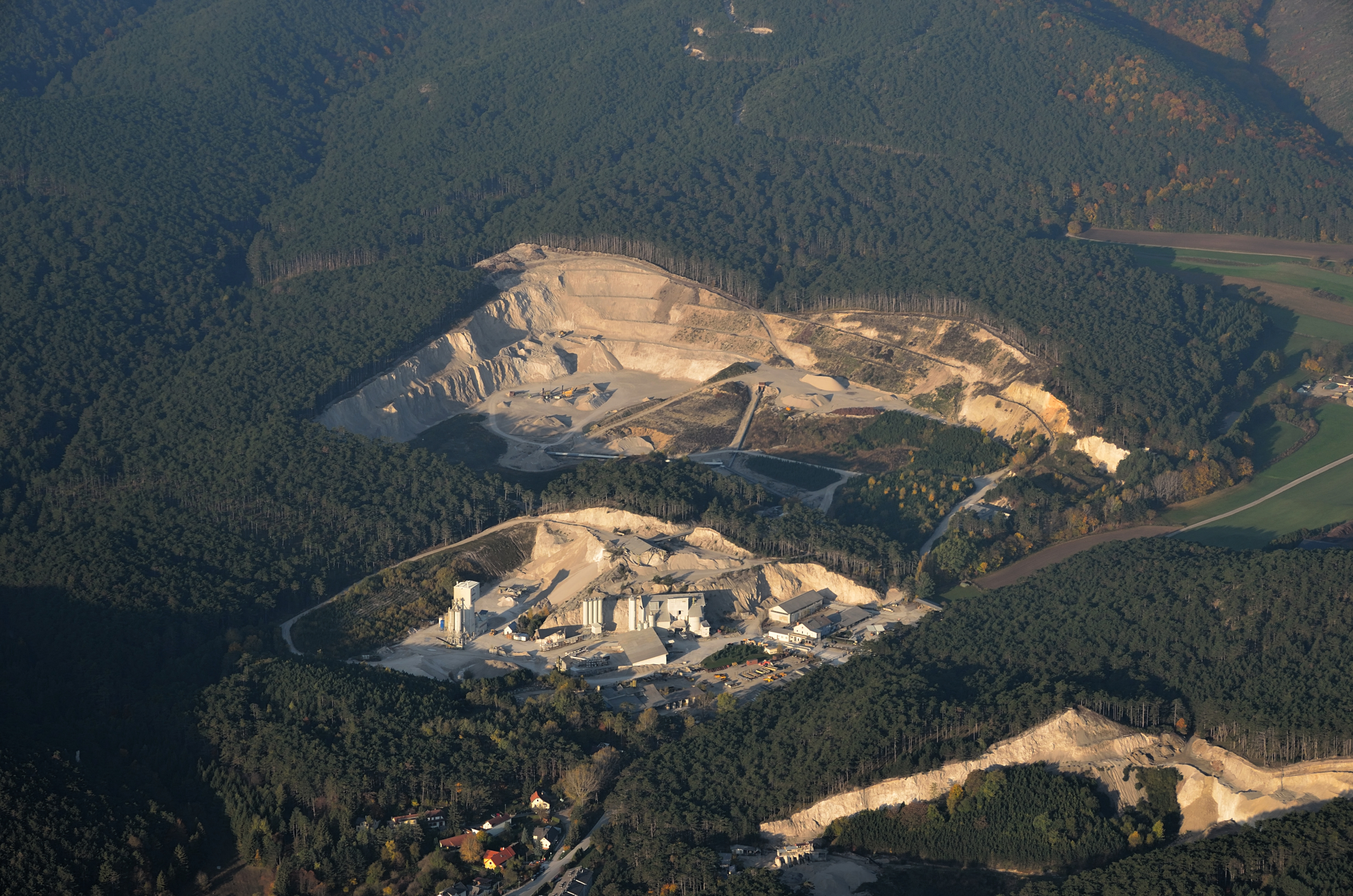
Steinbruch in Steinhof, Luftaufnahme

Steinhof ist eine Katastralgemeinde in der Marktgemeinde Hernstein in Niederösterreich.
Der Steinhof war ursprünglich ein freistehendes, früher zum Stift Melk gehörendes Gehöft nordwestlich von Grillenberg. Das Gebiet wurde mit dem Aufstieg von Berndorf stärker besiedelt. Der nördliche Teil von Steinhof außerhalb des Gehöfts wurde deshalb am 26. April 1923 mittels Landesgesetz von Grillenberg abgetrennt und zusammen mit Veitsau als Berndorf IV zu Berndorf geschlagen. Der Hof und die Rotte Steinhof selbst verblieben ebenso wie die unbesiedelten Teile der Katastralgemeinde Veitsau bei Grillenberg, das später zur Marktgemeinde Hernstein kam.
Auf den nördlichen Abhängen wurden Weingärten angelegt, daran knüpfen Wiesen und Felder, die sich bis zu den sumpfigen Böden im Süden ziehen. Die Hohlur, eine ruinenartige Felspartie mit einer kleinen Höhle, ist von Steinhof in etwa einer Stunde zu erreichen.

## Persönlichkeiten
- Josef Fux (1841–1904), akademischer Maler, wurde am Steinhof geboren